# آدم بوند
آدم بوند (بالإنجليزية: Adam Bond)‏ هو ممثل بريطاني، ولد في 30 مايو 1981 بويمبلدون في المملكة المتحدة.

## وصلات خارجية
- آدم بوند على موقع IMDb (الإنجليزية)
- آدم بوند على موقع أول موفي (الإنجليزية)